# Кочериново (железопътна гара)
Гара Кочериново е железопътна гара в гр. Кочериново, Община Кочериново, област Кюстендил.
На гарата спират всички пътнически и бързи влакове, превозващи по направление от и за Централна гара София. По този път минава и международният влак София – Кулата.

Гара Кочериново е бивша станция на рилската теснолинейка тръгваща от Кочериново и завършваща в Рилския манастир.